# Orrorin
Praeanthropus tugenensis (Orrorin tugenensis) – wymarły gatunek ssaka człekokształtnego, jeden z najstarszych znanych przedstawicieli linii rozwojowej hominidów. Pierwszego odkrycia dokonał zespół Martina Pickforda i Brigitte Senut w 2000 r. w Kenii, w późnomioceńskich pokładach formacji Lukeino (Wzgórza Tugen, ang. Tugen Hills; stąd nazwa gatunkowa tugenensis). Z powodu roku odkrycia został nazwany przez prasę „człowiekiem milenijnym”. (Określenie człowiek było medialnie szumne, ale jest nadużyciem – w stosunku do tego gatunku.)

## Opis
Na podstawie analizy wieku popiołów wulkanicznych, w których dokonano odkrycia, ustalono, że żył około 6,1-5,8 mln lat temu. Znalezione szczątki to fragment szczęki, zęby, fragment kości ramiennej, fragment kości udowej i fragmenty kości ręki, łącznie 13 skamielin należących do co najmniej pięciu osobników, znalezionych na czterech stanowiskach. Na podstawie analizy znalezionych szczątków przypuszcza się, że orrorin mógł być istotą fakultatywnie dwunożną. Za bipedią przemawiają takie cechy, jak dystrybucja istoty zbitej w trzonie i szyjce kości udowej, asymetria w grubości warstwy kortykalnej – grubsza część dolna (u współczesnych małp człekokształtnych brak asymetrii w grubości tej warstwy lub grubsza część górna), wydłużona szyjka kości udowej tak jak u australopiteków, powiększone miejsce przyczepu mięśnia pośladkowego większego, głowa kości udowej większa niż u wcześniejszych homininów. Ta ostatnia cecha jest sporna i niektórzy (White) wskazują, że rozmiar głowy kości udowej jest porównywalny z głową kości udowej szympansa, a więc należałoby wykonać zdjęcia RTG. Budowa zębów nawiązuje do późniejszych ardipiteków i australopiteków. Chociaż redukowany kieł V-kształtny bardziej przypomina kieł szympansa, jest od niego mniejszy.
Cela-Conde i Ayala w 2003 uznali, że Orrorin to młodszy synonim rodzaju Praeanthropus Senyurek, 1955 i zaliczyli go do podrodziny Preanthropinae wraz z Ardipithecus.